# Radunje
Radunje (em cirílico: Радуње) é uma vila da Sérvia localizada no município de Brus, pertencente ao distrito de Rasina. A sua população era de 62 habitantes segundo o censo de 2011.

## Demografia
| 1948 | 1953 | 1961 | 1971 | 1981 | 1991 | 2002 | 2011 |
| ---- | ---- | ---- | ---- | ---- | ---- | ---- | ---- |
| 110  | 116  | 143  | 143  | 134  | 112  | 87   | 62   |